# Peter de Smet (striptekenaar)
Peter de Smet (Amsterdam, 4 juli 1944 - Amsterdam, 6 januari 2003) was een Nederlands striptekenaar. Hij is vooral bekend geworden door zijn komische strip De Generaal.

## Biografie
Peter de Smet was de oudste zoon van Eduard en Wil de Smet. Zijn vader Eduard was samen met compagnons Jan Icke en Cor Bandt directeur/eigenaar van reclamebureau Van Maanen. Peter de Smet werkte in de jaren 60 als reclametekenaar en heeft ook bij het bureau van zijn vader gewerkt. Na in 1964 een stage in Engeland te hebben gelopen, ging hij werken in Amsterdam en Antwerpen. Ondertussen tekende hij ook strips. Later is hij met zijn vrouw naar Brussel gegaan om daar als striptekenaar een bestaan op te bouwen. Op aanraden van Bob De Moor verkocht De Smet zijn eerste strip, De Generaal, in 1967 aan het blad Kuifje. Het blad heeft de strip echter nooit gepubliceerd. Een jaar later verscheen zijn ridderstrip Fulco korte tijd in 't Kapoentje. Na 21 afleveringen kwam er abrupt een einde aan deze strip wegens ziekte van de tekenaar. In de tussentijd bleef hij reclamewerk doen. 
De Smet’s carrière als striptekenaar kwam pas goed op gang in 1971, toen het blad Pep (vanaf oktober 1975 Eppo) op aanraden van striptekenaar Jan Kruis De Generaal ging publiceren. Een jaar later volgde Joris P.K., een ridderstrip. De Generaal zou De Smets grootste succes blijken. Andere strips van zijn hand zijn o.a. Viva Zapapa, A.Tommy Detective, Lodewijk en Otto, Olivier en Oscar. Naast zijn stripreeksen verzorgde De Smet illustraties voor het tijdschrift Kijk en de Ryam agenda. Ook maakte De Smet verschillende reclamestrips, waaronder strips voor de Postgiro/Rijkspostspaarbank en twee albums voor de frituurvetfabrikant Diamant met de titel De avonturen in Diamantland.
In 1985 ontving De Smet de Stripschapsprijs voor zijn gehele oeuvre.
De Smet en zijn vrouw kregen twee dochters. Ze hebben lang in Bergen gewoond.